# 京都府立嵯峨野高等学校
京都府立嵯峨野高等学校（きょうとふりつ さがのこうとうがっこう）は、京都府京都市右京区常盤段ノ上町に所在する府立高等学校。
ユネスコスクールに加盟している。

## 沿革
- 1941年
  - 3月 - 矢代仁兵衛（津田善作）の寄贈により、京都府立嵯峨野高等女学校として開校を認可される。
  - 4月 - 京都府立第一高等女学校を仮校舎として、前身の嵯峨野高等女学校が開校。
- 1942年4月 - 現位置に移転。
- 1948年4月 - 学制改革に伴い校舎を新制京都市立嵯峨野中学校に転用し、京都府立京都第一高等女学校と合併。
- 1950年4月 - 京都府立嵯峨野高等学校として再発足。高校三原則に則り、普通科・商業科を設置。
- 1954年3月 - 商業課程廃止。
- 1985年 - 新高校教育制度発足に伴い、普通科第I類、第II類（人文系・理数系）を設置。
- 1996年
  - 3月 - 改築による新校舎が完成。
  - 4月 - 専門学科「京都こすもす科」設置。

## 教育方針
- グローバル社会のリーダーとして社会貢献できる人材を育成
  - 最高水準の「知」の獲得
  - 世界に拓くスーパーサイエンスハイスクール・科学技術人材育成枠
  - 創造性を育む体験へのチャレンジ

## 設置課程
全日制の専門学科として京都こすもす科を開設している。これにより、京都府全域からの受験や通学が可能となっている。
- 普通科
- 京都こすもす科
  - 専修コース
  - 共修コース

## 部活動
- 体育系 - 剣道、硬式野球、サッカー、水泳、卓球、ソフトテニス、バスケットボール、バドミントン、バトントワリング、バレーボール（女）、ラグビー、陸上競技、ソフトボール、ワンダーフォーゲル
- 文化系 - 演劇、華道、軽音楽、茶道、写真、吹奏楽、サイエンス、デザイン工芸、美術、文芸、放送、コンピュータ、将棋、ESS、狂言、JRC（青少年赤十字）、小倉百人一首かるた

## アクセス
- JR嵯峨野線太秦駅 徒歩5分
- 京福電気鉄道北野線常盤駅 すぐ
- 京都市営バス・京都バス「常盤・嵯峨野高校前」停留所 すぐ

## 著名な出身者
- 伊吹文明 - 政治家、自民党衆議院議員、第74代衆議院議長、伊吹派会長、元大蔵官僚
- 福山哲郎 - 政治家、立憲民主党参議院議員
- 松原千明 - 女優
- 吉岡里帆 - 女優
- 中康次 - 俳優
- 長戸勇人 - クイズ王
- 三世桂枝三郎 - 落語家
- 永田和宏 - 歌人、京都大学教授
- 松本明 - テレビディレクター・プロデューサー、A-proオフィス代表者。元朝日放送ドラマ部門チーフディレクター
- 水口昌彦 - ポニーキャニオン常務取締役。元フジテレビジョン編成制作局バラエティ制作センター室長
- 横尾博 - ミニストップ代表取締役社長、イオン取締役会議長
- 武田綾乃 - 小説家
- 高橋たか子 - 小説家 / 旧制嵯峨野高女から新制山城高校へ転籍
- 別所和久 - 京都大学大学院医学硏究科教授
- 伊東恵司 - 合唱指揮者、作詞家